# 학하초등학교
학하초등학교는 대한민국 대전광역시 유성구 학하동에 있는 공립 초등학교이다.

## 학교 연혁
- 1961년 6월 1일 진잠초등학교 학하분교장 설치
- 1963년 4월 20일 학하국민학교 개교(6학급)
- 1981년 3월 5일 병설유치원 개원(1학급)
- 1996.03.01 학하초등학교로 개칭
- 2023.02.10 제60회 졸업(졸업생 총 3,174명)
- 2023.03.01 8학급 편성(121명), 유치원 1학급(20명)

## 참고 자료
- 학하초등학교 - 한국교육학술정보원 학교알리미